# حشره‌خوار نیرو
 حشره‌خوار نیرو (نام علمی: Crocidura macowi) نام یک گونه از سرده حشره‌خوارهای دندان‌سفید است.